# Kolarinsaari kyrka
Kolarinsaari kyrka eller Kolaris gamla kyrka är en kyrka inom Uleåborgs stift. Kyrkan är belägen på ön Kolarinsaaris sydspets nära byn Kolari. Kyrkan byggdes 1818-19 efter ritningar av Anton Wilhelm Arppe. Intill kyrkan ligger klocktornet. Altartavlan är Frälsaren på korset, målad av Johan Gustav Hedman 1832. Intill kyrkan ligger hjältegravar och ett minneskors. Både gravstenarna och korset är tillverkade av granit. 